# Inglaterra en la Copa Mundial de Fútbol Sub-17 de 2015
La Selección de Inglaterra será uno de los 24 equipos participantes en la Copa Mundial de Fútbol Sub-17 de 2015, torneo que se llevará a cabo entre el 17 de octubre y el 8 de noviembre de 2015 en Chile.
La Selección Inglesa logró clasificar a la Copa Mundial, luego de clasificar a cuartos de final en el Campeonato Europeo Sub-17 de la UEFA 2015, instancia donde cayó ante Selección de fútbol sub-17 de Rusia, luego en un partido de repechaje, venció a Selección de fútbol sub-17 de España por penales.

## Participación

### Grupo B
| Equipo        | Pts | PJ | PG | PE | PP | GF | GC | Dif |
| ------------- | --- | -- | -- | -- | -- | -- | -- | --- |
| Inglaterra    | 1   | 1  | 0  | 1  | 0  | 1  | 1  | 0   |
| Guinea        | 1   | 1  | 0  | 1  | 0  | 1  | 1  | 0   |
| Brasil        | 0   | 0  | 0  | 0  | 0  | 0  | 0  | 0   |
| Corea del Sur | 0   | 0  | 0  | 0  | 0  | 0  | 0  | 0   |

| 17 de octubre de 2015, 16:00 | Inglaterra | 1:1 (0:0) | Guinea       | Estadio Francisco Sánchez Rumoroso, Coquimbo |                           |
|                              | Hinds 61'  |           | Bangoura 76' | Árbitro(s): Roberto Tobar                    | Árbitro(s): Roberto Tobar |

| 20 de octubre de 2015, 17:00 | Inglaterra | Partido 14 | Brasil | Estadio La Portada, La Serena |  |
|                              |            |            |        | Árbitro(s):                   |  |

| 23 de octubre de 2015, 17:00 | Corea del Sur | Partido 26 | Inglaterra | Estadio Francisco Sánchez Rumoroso, Coquimbo |  |
|                              |               |            |            | Árbitro(s):                                  |  |

- Datos: Q20022153